# 大森ペット霊堂
大森ペット霊堂は、東京都大田区に本社を置くSPA合同会社が運営する、ペット供養・葬儀(火葬・納骨)、仏具販売などの事業を行うペット葬儀社である。

## 概要
東京大田区にてペット葬儀(火葬・納骨)及び、関連した仏具の販売を行うペット葬儀社である。飼い主立会での葬儀から、立会不要の個別一任葬、リーズナブルな価格で行える合同葬儀まで広く対応する。多数の寺院と提携しているため対応可能な法要が多く、ペット霊園に関するセミナー・講演への出演も行っている。

## 運営理念
「考えるのは、いのち。」を掲げ、心から動物に向き合える専門家で構成すべくスタッフ教育を行う。「ペットの尊厳、生きた証を無くすことなく、最後の供養をすることが役目」という考えから、火葬においては可能な限り遺骨を綺麗に残すことを重視する。

## 特徴
セレモニーホール・ペット専用の火葬炉を所持し、完全個別の葬儀が可能。移動火葬車は用いないが、訪問しての遺体引取及び、立会不要の葬儀(個別一任葬・オンライン葬儀)も対応する。要望に応じ仏式・神道式・キリスト教式での対応も行うなど、飼い主の希望に沿った葬儀を行う。

2020年にはコロナウイルスの影響を機に、遠隔地の飼い主でも葬儀が行えるオンライン葬儀サービスの提供を開始する。

2021年には海洋散骨葬の提供を開始した。従来、海洋散骨葬は顧客ニーズが高いながらも高コストであることから対応可能なペット葬儀社が少なかったが、船舶の共同所有によってコストを削減し、対応可能とした。

## CSR活動

### ボランティア火葬
月間約30匹実施。

### 動物の保護、里親探し
2021年8月までに累計で103匹実施。

### 動物園、水族館との連携
- 2017年 - 野毛山動物園の動物慰霊感謝祭への供花付与。
- 2018年 - 上野動物園・葛西臨海水族園への支援活動を開始。
- 2018年 - 旭川市旭山動物園に対し、50万円分の飼育費用を付与、感謝イベントの支援活動を実施。
- 2019年 - すみだ水族館の法人サポーターを開始。
- 2020年 - 川崎水族館との連携を開始。

### 学校教育
道徳教育等において支援を行う。
- 2018年 - 大田区立馬込第二小学校
- 2018年 - 成城学園中学校高等学校
- 2019年 - 専門学校ちば愛犬動物フラワー学園
- 2021年 - 岡山県立岡山操山中学校

## 沿革
- 1997年 - 大森ペット霊堂設立。
- 1998年 - 動物火葬設備2基設立。
- 1999年 - ペットの納骨施設完成。
- 2000年 - 山梨県の宗教法人金龍寺敷地内に「夢の納骨堂」を建設。
- 2010年 - 志茂田景樹による童話の読み聞かせを開始。
- 2013年 - 日本初の「ボランティア火葬」を開始。
- 2017年 - 齋藤鷹一が代表就任。
- 2018年 - ボランティア団体「友愛の会プロジェクト」を開始。
- 2017年 - SPA合同会社による業務運営開始。
- 2019年 - ペット霊園責任者として吉津江理が就任。
- 2020年 - オンライン葬儀を開始。
- 2021年 - シェアリングテクノロジー株式会社と業務提携を開始。
- 2021年 - 海洋散骨を開始。